# Іфімедія
Іфіме́дія (дав.-гр. Ἰφιμήδεια; також Іфімеде́я) — персонаж давньогрецької міфології, дочка фессалійського царя Тріопа (варіант — Посейдона). Вийшовши заміж за Алоея, сина Посейдона, Іфімедія закохалася в батька свого чоловіка, і їй подобалося, сидячи на березі, черпати долонями морську воду і виливати її собі на поділ (варіант на груди); так вона зачала від Посейдона Алоадів — велетнів Ота і Ефіальт. За іншою версією Посейдон прийняв вигляд Алоея та таким чином оволодів нею. 
Надалі була викрадена фракійськими розбійниками і відвезена на Наксос, віддана в дружини одного з ватажків фракійців. Пізніше звільнена синами. Їй віддавали почесті карійці в Мілясе. Зображена в Аїді на картині Полігнота в Дельфах. Гробниця Іфімедії та її синів в Антедоні в Беотії. 
Є версія, що первинна вона вважалася богинею в Пілосі. 